# 帕德里马尔库斯
帕德里马尔库斯（葡萄牙語：Padre Marcos）是巴西皮奥伊州的一个市镇。总面积319.124平方公里，总人口7394人，人口密度23.2人/平方公里。